# Justicia saltensis
Justicia saltensis là một loài thực vật có hoa trong họ Ô rô. Loài này được T. Ruiz & De Marco mô tả khoa học đầu tiên năm 1980.